# Monegassischer Dialekt

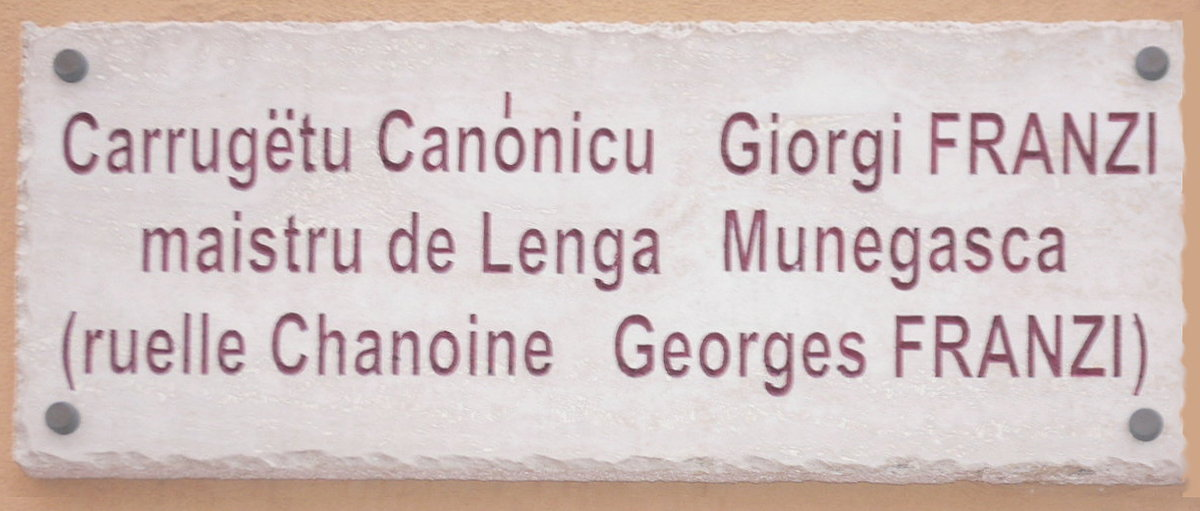
Zweisprachiges Straßenschild auf Monegassisch und Französisch

Der monegassische Dialekt (Eigenbezeichnung: munegascu) ist ein italoromanischer galloitalischer Dialekt, der nicht zum angrenzenden provenzalischen Okzitanisch gehört, sondern zum Ligurischen, das vor allem in der benachbarten italienischen Region Ligurien gesprochen wird. Hierin erklärt sich auch die hohe Anzahl von Wörtern, die mit dem Genuesischen, der in Genua gesprochenen Variante des Ligurischen, übereinstimmen. Außerdem gibt es, im Unterschied zu den benachbarten provenzalischen Dialekten, keine langen Vokale.

## Heutige Bedeutung
Der monegassische Dialekt wird nur von einem kleinen Teil der Bevölkerung Monacos beherrscht. Da die monegassischen Staatsangehörigen nur rund 22,5 Prozent der Bevölkerung Monacos bilden und auch von ihnen nicht alle das Monegassische beherrschen, galt es im 20. Jahrhundert als vom Aussterben bedroht. Inzwischen wird die Sprache an den Schulen als ordentliches Lehrfach unterrichtet, und das Abitur kann auf Monegassisch abgelegt werden. Straßenschilder in Monaco tragen neben den französischen auch monegassische Bezeichnungen. Aufgrund der Herkunft der monegassischen Herrscherfamilie, der Grimaldi, aus Genua und der ligurischen Herkunft des autochthonen Teils der Bevölkerung Monacos besitzt Monegassisch heute den inoffiziellen Status einer Nationalsprache; die Nationalhymne wird auf Monegassisch gesungen. Hingegen sind die verbreitetsten Umgangssprachen Monacos Französisch und Italienisch, die von den beiden großen Zuwanderergruppen (aus Frankreich und Italien) in der Regel ausschließlich gesprochen werden. Französisch ist die alleinige Amtssprache des Fürstentums. Okzitanisch, eine weitere Vernakularsprache, die durch Zuwanderung aus dem provenzalischen Hinterland des Fürstentums in Monaco verbreitet war, spielt heute fast keine Rolle mehr.

## Rechtschreibung
Die monegassische Rechtschreibung zeigt folgende Unterschiede zum Italienischen auf, der sie generell folgt:
- Das œ wird wie das deutsche ö ausgesprochen.
- Das ü wird wie das deutsche ü ausgesprochen.
- Das ç wird wie das deutsche s ausgesprochen: tradiçiùn.

## Wortschatz
Beispiele:
| Monegassisch      | Deutschsprachige Übersetzung   | Bemerkung                                                                        |
| ----------------- | ------------------------------ | -------------------------------------------------------------------------------- |
| anu               | Jahr                           |                                                                                  |
| babulu            | Dummkopf                       |                                                                                  |
| bœ̍                | Rindfleisch                    | französisch bœuf                                                                 |
| bugata            | Puppe                          |                                                                                  |
| catà              | kaufen                         | neapolitanisch und andere italienische Dialekte accattà bzw. piemontesisch acatè |
| carrugëtu         | Gässchen                       |                                                                                  |
| carrùgiu          | Straße                         | ähnlich dem Korsischen, spanisch carretera                                       |
| cioeve’           | regnen                         | italienisch piovere                                                              |
| cunsiyei cumünali | Gemeinderat                    |                                                                                  |
| cunsiyu naçiunale | Nationalrat                    |                                                                                  |
| fenuglieti        | rot-weiße Anisbonbons          |                                                                                  |
| geija             | Kirche                         | italienisch chiesa                                                               |
| imnu              | Hymne                          |                                                                                  |
| liqu̍              | Likör                          |                                                                                  |
| marcau            | Markt                          |                                                                                  |
| mera              | Bürgermeister                  | französisch maire                                                                |
| merçi̍             | danke                          | französisch merci                                                                |
| munarchia         | Monarchie                      |                                                                                  |
| Mu̍negu            | Monaco                         |                                                                                  |
| prinçipatu        | Fürstentum                     |                                                                                  |
| sclaratu          | Radau machen                   |                                                                                  |
| scia̍              | Dame                           | ähnlich dem Korsischen                                                           |
| scüu              | Wappen                         |                                                                                  |
| tambe̍n            | auch                           | spanisch también                                                                 |
| tradiçiùn         | Tradition                      |                                                                                  |
| turta de ge       | Blätterteigpastete mit Mangold |                                                                                  |
| zenzin            | Seeigel                        |                                                                                  |